# Sven-Bertil Bärnarp
Sven-Bertil Bärnarp (Gotemburgo, 16 de enero de 1940) es un creador de cómics sueco.
Sven-Bertil Bärnarp creció en Gotemburgo y se formó en diseño gráfico. Anteriormente fue diseñador gráfico, periodista e informador. En 2001 comenzó a dibujar la serie Medelålders plus como dibujante invitado en Dagens Nyheter. Desde 2007, la serie, que trata sobre cómo manejar la vida al comenzar a envejecer, se publica diariamente en Dagens Nyheter. También se publica en aproximadamente 30 otros periódicos a través de la sindicación de Bulls Press.
Sven-Bertil Bärnarp recibió en 2008 el premio Adamsonstatyetten de la Academia Sueca de Cómics. En 2014 recibió el Gran Premio de Gerontología.